# Burgerbibliothek Bern
Die Burgerbibliothek Bern an der Münstergasse 63 in Bern ist die Bibliothek und das Archiv der Burgergemeinde Bern.

## Geschichte und Auftrag
Die Burgerbibliothek Bern sammelt und bewahrt wertvolle und international bedeutende Bestände an Manuskripten, Archivalien und Bilddokumenten. Sie existiert seit 1951 und verdankt ihre Gründung der Umwandlung der damaligen Stadt- und Hochschulbibliothek (heute Bibliothek Münstergasse der Universitätsbibliothek Bern) in eine Stiftung. Dabei verselbständigte man deren Handschriftenabteilung, indem man die Burgerbibliothek Bern errichtete, die unter anderem von Christoph von Steiger (1925–1999) geleitet wurde. Heute ist die Burgerbibliothek Bern ein öffentliches wissenschaftliches Archiv.
Die Burgerbibliothek Bern veröffentlicht eine Schriftenreihe.

## Bestand
Die Burgerbibliothek Bern umfasst vier Bereiche:

### Privatarchive
Bernische und schweizerische Nachlässe, Familienarchive, Gesellschaftsarchive und Firmenarchive. In diesen Beständen finden sich die Berner Chroniken, darunter die Amtliche Chronik und die Spiezer Chronik des Diebold Schilling des Älteren, und Nachlässe von Persönlichkeiten wie Albrecht von Haller, Karl Ludwig von Haller, Jeremias Gotthelf, Albert Anker, Rudolf von Tavel, Philipp Emanuel von Fellenberg, Johann Rudolf Gruner, Karl Howald, Ernst Kreidolf, Rudolf Abraham von Schiferli und Gottlieb Samuel Studer.

#### Firmenarchive
Die Burgerbibliothek sammelt auch Unterlagen von Firmen, denen in der älteren oder jüngeren bernischen Geschichte in den Bereichen Kultur, Gesellschaft, Wirtschaft, Wissenschaft oder Politik eine besondere Bedeutung zukam bzw. zukommt.

#### Gesellschaftsarchive
Unterlagen von Vereinen, Verbänden, Verbindungen, Stiftungen, Gesellschaften, Leisten (Quartiervereinen) und weiteren Körperschaften.

### Bongarsiana/Codices
Der Bestand an mittelalterlichen und frühneuzeitlichen Codices umfasst rund 1000 Handschriften, darunter rund 200 Codices aus karolingischer Zeit. Der grösste Teil der Handschriftensammlung geht zurück auf den französischen Gelehrten und Diplomaten Jacques Bongars (1554–1612), dessen Sammlung 1632 nach Bern gekommen ist. Zu den Zimelien der Sammlung gehören u. a. die einzige erhaltene Handschrift des Liber ad honorem Augusti des Petrus von Ebulo (12. Jh.), ein reich illustrierter Prudentius-Codex (9. Jh.) sowie verschiedene Kommentare zu Vergil und Lukan (9./10. Jh.), die als Scholia Bernensia bekannt sind.

### Grafische Sammlung, Fotoarchiv und Gemälde
Die Sammlung umfasst hauptsächlich die historische Topographie der Stadt Bern, ihre Umgebung (insbesondere bernische Schlösser und Landsitze), Sujets von kulturhistorischem Interesse, eine Porträtsammlung, die Dokumentation bernischer Porträts sowie Nachlässe und Teilbestände Berner Künstler und Künstlerinnen wie Theodor Zeerleder (1820–1868), Friedrich Walthard (1818–1870), Rudolf Münger (1862–1929), Hanni Bay (1885–1978), Victor Surbek (1885–1975), Marguerite Frey-Surbek (1886–1981), Paul Boesch (1889–1969), Roland Werro (1926–2018), Egbert Moehsnang (1927–2017), Rudolf Mumprecht (1918–2019) und Daniel de Quervain (1937–2020).

### Burgergemeindearchiv
In ihrer Funktion als Gemeindearchiv der Burgergemeinde verwahrt die Burgerbibliothek Bern sowohl die Verwaltungsarchive der burgerlichen Einrichtungen als auch die Archive der burgerlichen Gesellschaften und Zünfte.